# Demolición

Demolición del Old Myer Building, Perth (Australia).

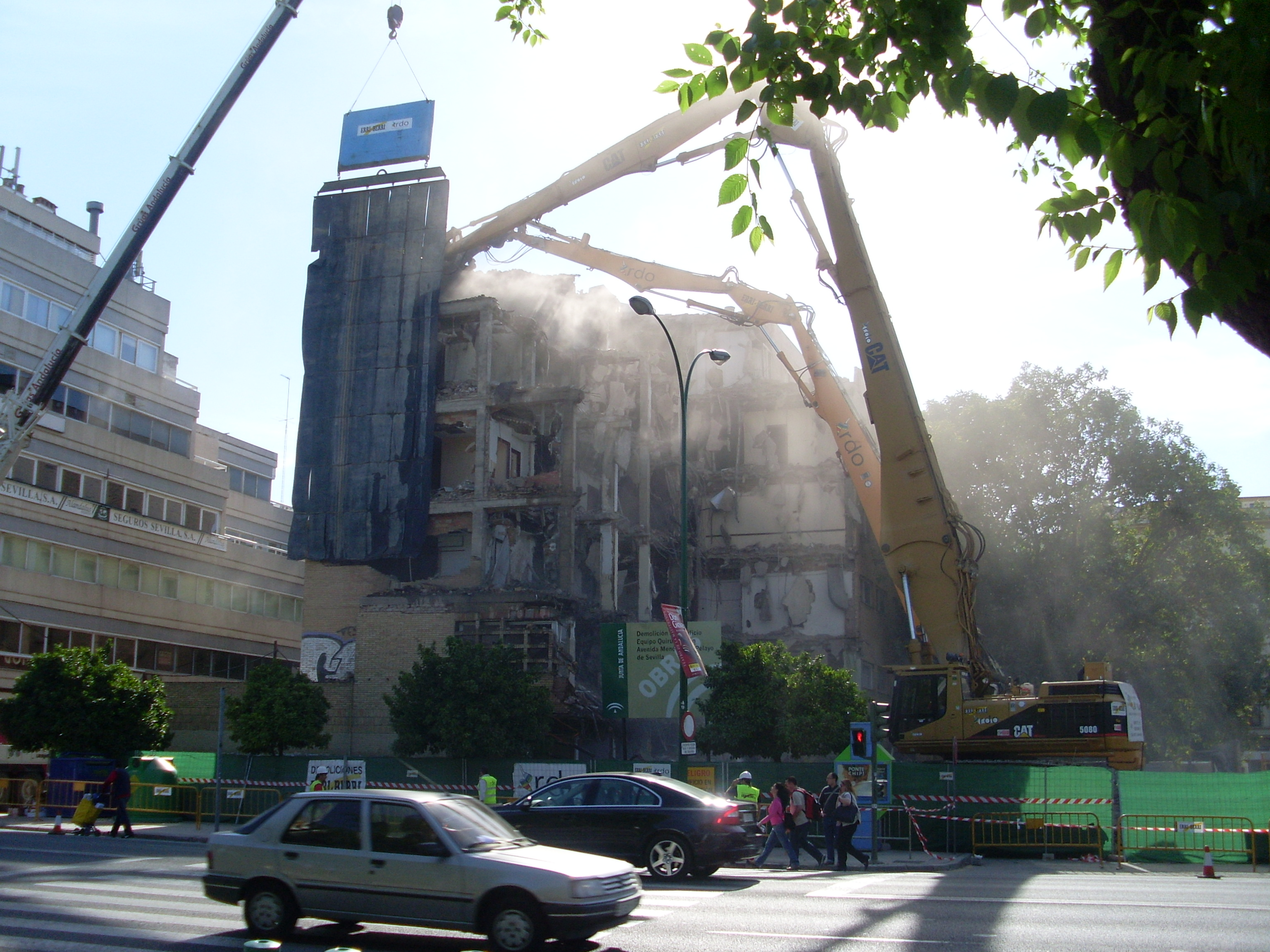
Demolición de un hospital en la ciudad de Sevilla.

Demolición o derribo es lo contrario de construcción: la destrucción de edificios y otras estructuras. El edificio más alto demolido fue el Singer Building, de 47 plantas, en la ciudad de Nueva York, que fue construido en 1908 y derribado entre 1967 y 1968 para ser reemplazado por el One Liberty Plaza.
Para la mayoría de edificios, como las casas, que solo tienen dos o tres plantas de altura, la demolición es un proceso más simple. El edificio es derribado bien manualmente o bien mecánicamente usando numeroso material hidráulico: plataformas de trabajo elevadas, grúas, excavadoras y topadoras. 
Los edificios más grandes pueden requerir el uso de una bola de demolición, un peso pesado suspendido de un cable que es balanceado por una grúa hacia la fachada de los edificios. Las bolas de demolición son especialmente efectivas contra la mampostería, pero son controladas con mayor dificultad y, a menudo, con menor eficiencia que otros métodos. Los métodos nuevos pueden usar cizallas hidráulicas rotacionales y machacadoras de piedras silenciosas junto con excavadoras para cortar o atravesar madera, acero y hormigón. El uso de cizallas es especialmente común cuando el corte con soplete sería peligroso.

## Implosión de edificios
Los edificios y chimeneas altas y cada vez más algunas estructuras menores pueden ser destruidas por implosión de edificios usando explosivos. Implosionar un edificio es muy rápido —el derrumbe en sí solo tarda segundos— y un experto puede asegurar que el edificio cae dentro de su propio perímetro, para no dañar las estructuras cercanas. Esto es esencial para estructuras altas en áreas densamente urbanizadas. El peligro más grande es el vuelo de escombros que puede matar espectadores si fue preparado incorrectamente. Aún más peligroso es el fallo parcial de un intento de implosión. Cuando un edificio no se derrumba completamente, la estructura puede ser inestable, inclinándose en un ángulo peligroso, y estar rellena con explosivos no detonados, pero aún en perfecto estado, haciendo difícil e inseguro el acercamiento de los trabajadores.

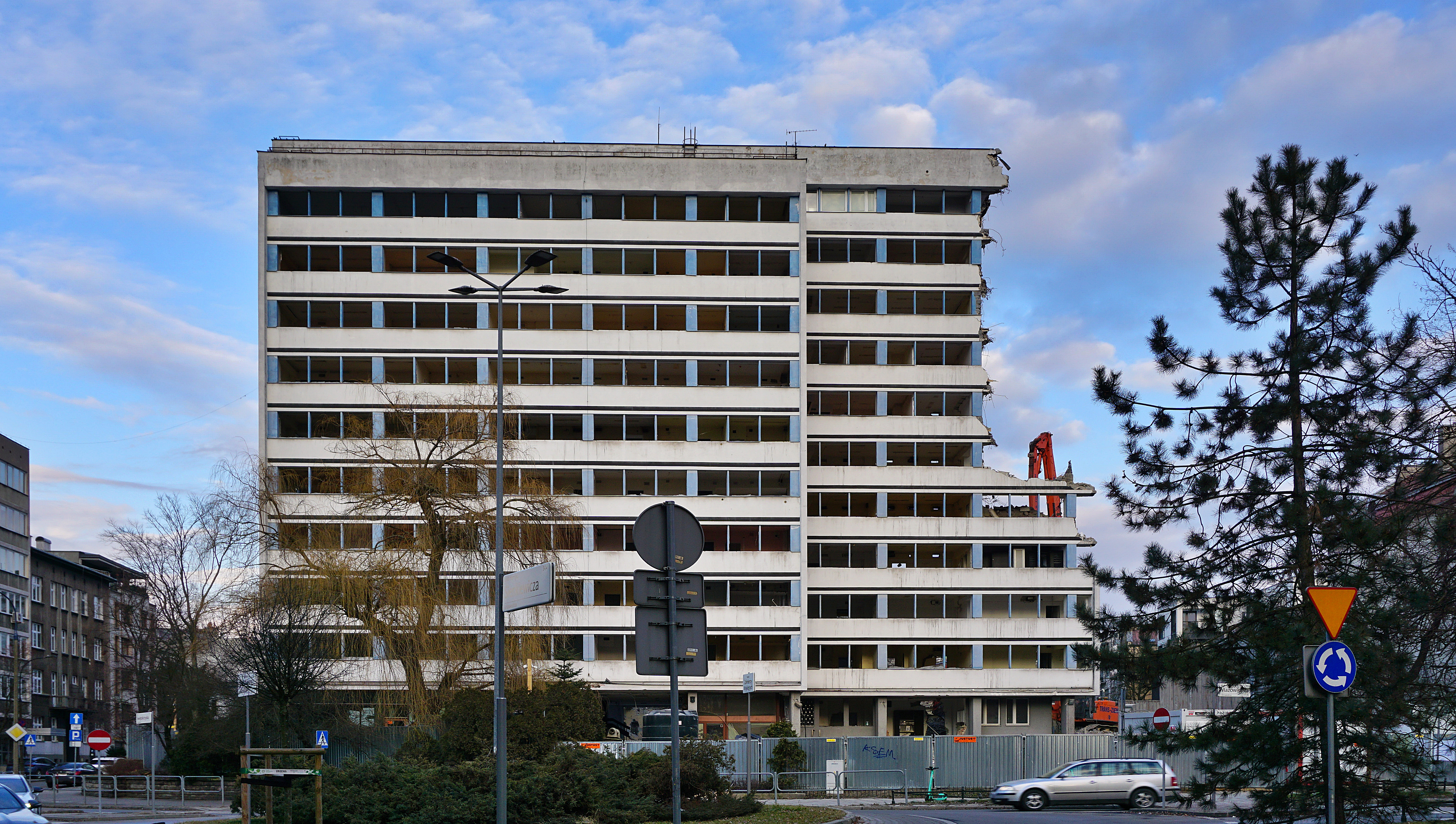
Demolición del edificio en Cracovia en el número 21 de la calle Mazowiecka

Se tardan varias semanas en preparar un edificio para una implosión. Todos los objetos de valor, como el cableado de cobre, se quitan del edificio. Algunos materiales deben eliminarse, como el vidrio que puede formar proyectiles mortíferos y el aislamiento que puede esparcirse sobre una amplia área. Algunas columnas seleccionadas son perforadas y en sus agujeros se coloca algún explosivo con alto poder rompedor del tipo Rionel o Goma 2. Los soportes y muros de carga se pueden eliminar con cordón detonante. El objetivo es usar la mínima cantidad de explosivo posible; solo unas pocas plantas se cargan con explosivos. Las áreas con explosivos se cubren con un ancho plástico y vallado para absorber los escombros voladores. Mucho más largo que la demolición propiamente es la limpieza del sitio, ya que los escombros se cargan en camiones y se transportan a otro lugar. La destrucción de grandes edificios se ha convertido en cada vez más común por los masivos proyectos de viviendas de los años 1960 y 1970 que se van derrumbando alrededor del mundo. Con 133,8 m y 204.000 metros cuadrados, el J.L. Hudson Department Store and Addition es el edificio más alto con estructura de acero y la estructura más grande jamás implosionada.
La implosión controlada es el método que el público en general normalmente piensa cuando se habla de demolición. Es un sistema de demolición que se suele aplicar a estructuras de gran altura, exentas o estructuras complejas de puentes, torres de refrigeración, chimeneas, antenas de gran altura o silos, especialmente para cuando los otros métodos son poco prácticos o demasiado costosos. No entraña mayores riesgos que otro sistema de demolición, incluso en ocasiones presenta muchas ventajas, siempre y cuando lo realicen técnicos con gran experiencia en este campo. Tiene una siniestralidad sensiblemente más baja que otros sistemas de demolición y un campo de aplicación sensiblemente más reducido.

## Materiales de demolición
Habitualmente las construcciones que fueron afectadas por siniestros (terremotos, incendios, catástrofes naturales), o que están para ser demolidas, ya que en ese terreno, o sobre la estructura que quede de la demolición se edifique una nueva, dejan a cargo de las empresas de demolición las aberturas, hierros, rejas, pisos, escaleras, techos y demás materiales, los cuales son extraídos cuidadosamente para poder reutilizarlos en otras construcciones. Estos materiales por lo general son muy valiosos, ya que fueron usados en casas muy antiguas, son únicos y habitualmente ya no tienen competencia, no se construyen más. Hierro forjado, pinotea, algarrobo, pisos de parqué, mampostería, aberturas, columnas, mesadas, escaleras, etc. Se las pueden encontrar en los locales de venta de las demoliciones.

## Tipos de demolición

### Demoliciones mecánicas
Desarrollo con maquinaria pesada: pala cargadora y pala excavadora sobre orugas, retiro de material con camión volcador.
Las mismas se utilizan para practicar demoliciones a grandes escalas y en lugares de riesgo en los cuales el personal no se puede hacer presente. Dichas máquinas son operadas por personal altamente calificado, respetando las normas de seguridad e higiene correspondientes.

### Demoliciones tradicionales
Se trabaja con mano de obra especializada, utilizando técnicas tradicionales, a fin de conservar muros, medianeras y estructuras, en este caso no se utiliza maquinaria pesada.

### Demoliciones en siniestros
Se trabaja sobre accidentes, peligros de derrumbes y emergencias edilicias.

## Gestión de residuos
En España está regulada la producción y gestión de los residuos procedentes de los trabajos de demolición con el fin de fomentar, por este orden, su prevención, reutilización, reciclado y otras formas de valorización, asegurando que los destinados a operaciones de eliminación reciban un tratamiento adecuado, y contribuir a un desarrollo sostenible de esta actividad. A tales efectos es preceptiva la redacción de un Plan de Gestión de Residuos Construcción-Demolición (RCD).

## Asociaciones
En España representa al sector la Asociación Española de Empresarios de Demolición (aeded).

### Desarmes
Recuperó de cubiertas parabólicas (tinglados) y desmantelamiento de piezas que dejan de ser útiles, por antigüedad, por siniestro o porque su vida útil expiró y son desechados para ser escrapeados (cortados, desarmados y reciclados).